# MLS All-Time Best XI
MLS All-Time Best XI – najlepsza jedenastka wszech czasów amerykańskiej ligi piłki nożnej – Major League Soccer. Została ogłoszona w 2005 roku, w dziesięciolecie istnienia MLS. Na zawodników głosowali internauci (w ankiecie na oficjalnej stronie ligi), dziennikarze, trenerzy i menadżerowie.
78 piłkarzy uprawnionych do wzięcia udziału w konkursie musiało chociaż raz być wcześniej w jedenastce sezonu i przynajmniej 3 razy być powoływanym do drużyny gwiazd MLS. Wśród zawodników znalazł się jeden Polak – Piotr Nowak.

## Drużyna wszech czasów
| Bramkarz   | Obrońcy                              | Pomocnicy                                                           | Napastnicy                 |
| ---------- | ------------------------------------ | ------------------------------------------------------------------- | -------------------------- |
| Tony Meola | Jeff Agoos Marcelo Balboa Eddie Pope | Landon Donovan Marco Etcheverry Piotr Nowak Preki Carlos Valderrama | Brian McBride Jaime Moreno |